# 1-Chloro-2,4-dinitrobenzène
Le 1-chloro-2,4-dinitrobenzène, ou 2,4-dinitrochlorobenzène (DNCB), est un composé chimique de formule C6H3Cl(NO2)2. Il s'agit d'un solide jaune clair combustible à l'odeur caractéristique, pratiquement insoluble dans l'eau. Sous l'effet de la chaleur, il se décompose en chlore Cl2, chlorure d'hydrogène HCl, phosgène COCl2, dioxyde de carbone CO2 et monoxyde de carbone CO. Il est utilisé notamment comme réactif d'alkylation, d'arylation et de réactions de substitution et de préparation de pigments, de composés à usage photographique, d'explosifs, de fongicides et d'élastomères.
Le DNCB est également utilisé dans le cadre de recherches sur les glutathion S-transférases (GST), une famille très hétérogène d'enzymes qui catalysent la conjugaison du glutathion réduit avec des substrats divers afin d'accroître sa solubilité.
C'est un précurseur du 1-fluoro-2,4-dinitrobenzène C6H3F(NO2)2 — ou réactif de Sanger — par la méthode de synthèse de Gottlieb :

Production du réactif de Sanger par la méthode de H. B. Gottlieb.